# 2009年科技
2009年在科学技术领域有一些重要的事件发生。
- 國際天文年

## 天文學

### 1月
- 1月3日：流星雨出現於晚間8:50分。
- 1月15日－1月16日：位於法國巴黎舉行了一個2009年全球天文年開幕活動典禮。
- 1月18日：台灣台北也舉行了2009年全球天文年開幕活動典禮。
- 1月26日：日環食；詳見：2009年1月26日日食。
- 1月30日：金星合月出現於晚間8時左右。

### 2月
- 2月9日：半影月食。
- 2月10日，衛星碰撞事件
- 2月24日：鹿林彗星接近地球。

### 7月
- 7月22日：日全食；詳見：2009年7月22日日食。

## 電腦
- Windows 7 上市預定
- Office 2003 與Windows XP 停止免費服務

## 奈米科技
- 中央研究院卓以和院士榮獲2009年俄羅斯奈米科技獎[1]